# Charles Woodruff
Charles Sherman Woodruff (Cincinnati, 15 de agosto de 1844-Cincinnati, 6 de septiembre de 1927) fue un deportista estadounidense que compitió en tiro con arco, en la modalidad de arco recurvo. Participó en los Juegos Olímpicos de San Luis 1904, obteniendo una medalla de plata en la prueba por equipo.

## Palmarés internacional
| Juegos Olímpicos | Juegos Olímpicos          | Juegos Olímpicos | Juegos Olímpicos |
| Año              | Lugar                     | Medalla          | Prueba           |
| ---------------- | ------------------------- | ---------------- | ---------------- |
| 1904             | San Luis (Estados Unidos) | Medalla de plata | Equipo           |